# Joan Cantó i Francès
Joan Cantó i Francès (Alcoi, 1856 – Madrid, 1903) fou un compositor i pedagog musical valencià. Se'l considera l'autor de la primera peça composta especialment per a la festa de Moros i Cristians d'Alcoi.

## Biografia

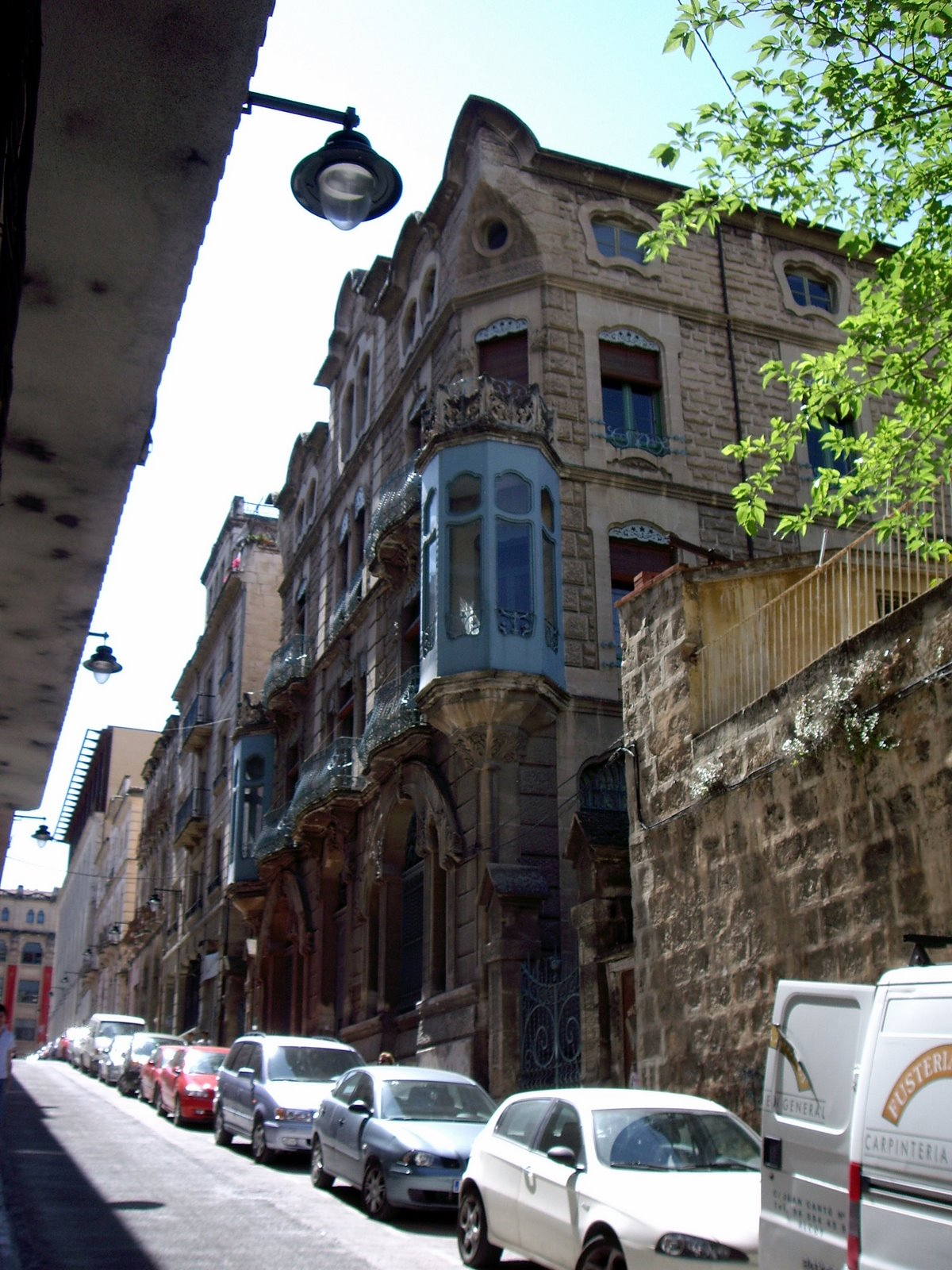
Carrer i conservatori municipal d'Alcoi Joan Cantó

Inicià la seva formació musical amb el seu pare, el músic Francesc Cantó Botella. Becat per la diputació d'Alacant, el 1876 es traslladà a Madrid, per estudiar amb Emilio Arrieta a l'Escuela Nacional de Música, on obtingué els primers premis d'harmonia, composició i piano. Posteriorment, guanyà la plaça de professor d'harmonia del mateix conservatori, càrrec on continuà fins a la mort. Dos dels seus deixebles van ser el pianista i compositor basc Francisco Cotarelo Romanos el compositor i director d'orquestra Bartolomé Pérez Casas, futur catedràtic d'harmonia del Conservatori, i el compositor madrileny Vicente Arregui Garay.
Va ser autor del pas-doble Mahomet, considerat l'obra més antiga feta per a les desfilades de Moros i cristians. Compongué música simfònica i religiosa: un Poema sinfónico, diverses misses, i altres obres per a piano i per a banda. També fou coautor d'un mètode de solfeig editat a Madrid el 1897.
Entre els reconeixements que Cantó rebé destaquen els carrers dedicats en diverses poblacions, i el Conservatori de Música i Dansa Joan Cantó d'Alcoi, que s'estatja en l'edifici històric on havia viscut la família Cantó. L'Associació Sant Jordi d'Alcoi concedeix el premi de música festera Joan Cantó Francés, entre els diversos músics que l'han guanyat trobem Josep Vicent Egea Insa el 1998 i José Manuel Mogino Martínez el 2004.

## Obres

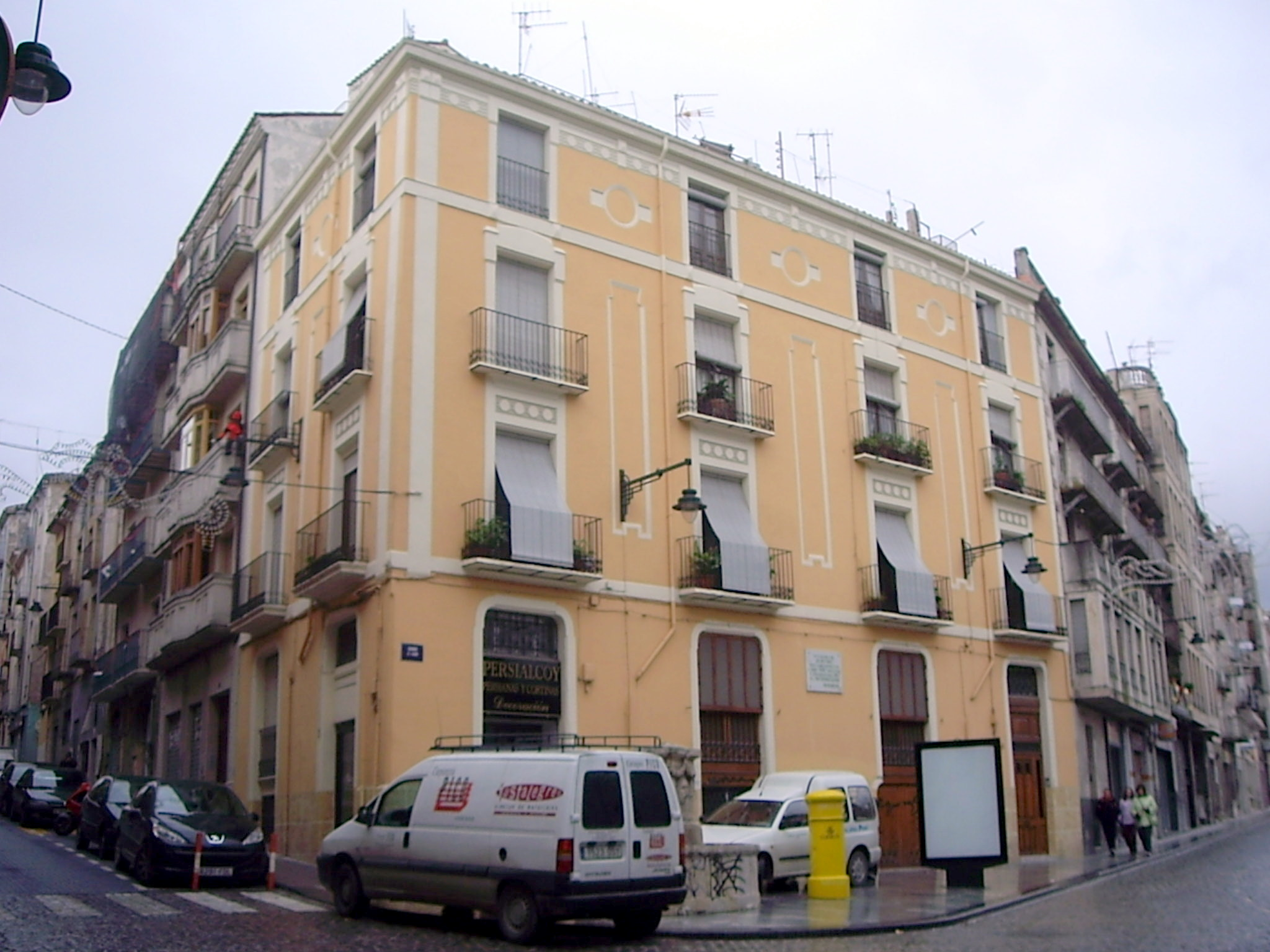
Casa natal de Joan Cantó

- Andante i polonesa (1885), per a banda (arranjament modern de Frank De Vuyst)
- Apolo (1894), vals per a piano
- Aragón y Castilla (<1900), per a orquestra
- Mahomet (1882), pas-doble fester
- Misa en Do mayor a dos voces (1899), dedicada a la monja carmelita Constancia Cantó[4]
- El olvido (ca. 1877)
- El pardalot (1886). Transcrit per a banda per Camil Pérez Laporta
- Pequeñeces (ca 1895), cançons per a piano[5]
- Poema sinfónico (1892)
- Polonesa de concierto, per a banda
- Polaka de concierto, per a piano
- La risueña (1887), masurca
- Rondó (1894), per a piano
- La rosa (1883), per a veu i piano, lletra de Carmelo Calvo i Rodríguez
- El rosal: Salutación a la Virgen, nadala amb lletra d'Esteban de Zafra
- Siempre bella (1893), polca
- El turco (1892), pas-doble per a banda